# Лучидіо Сентіменті
Лучидіо Сентіменті (італ. Lucidio Sentimenti, нар. 1 липня 1920, Бомпорто — пом. 28 листопада 2014, Турин) — італійський футболіст, що грав на позиції воротаря. По завершенні ігрової кар'єри — футбольний тренер.
Виступав, зокрема, за клуби «Ювентус» та «Лаціо», а також національну збірну Італії.
Четвертий за віком з п'яти братів Сентіменті, які у тому чи іншому вигляді зробили внесок у розвиток італійського футболу, тому був відомий як Сентіменті IV.

## Клубна кар'єра
Лучидіо Сентіменті народився 1 липня 1920 року в містечку Бомпорто. «Кокі», як його називали уболівальники, був одним з п'яти братів Сентіменті, які грали в Серії А: Енніо (I), Арнальдо (II), Вітторіо (III), Лучидіо (IV) і Прімо (V), тому також отримав ім'я Сентіменті IV. Він був невисокого зросту, але дуже атлетичним, що допомогло йому при грі в воротах. Лучидіо не кричав на інших, був дуже спритний та умів чудово читати гру.
Лучидіо розпочав свою кар'єру в році в клубі «Модена», що виступала в Серії Б, коли йому було 16 років. Тоді він ще не визначився з позицією. Виступав в воротах і в нападі. У 1938 році, коли «Модена» вийшла в Серію А, місце у воротах було довірено саме Сентіменті. Він провів чотири успішних сезону, взявши участь у 86 матчах. 17 травня 1942 року Лучидіо довелося пробити пенальті в ворота свого брата Арнальдо (II), який захищав ворота «Наполі» і не пропускав з пенальті дванадцять ударів поспіль. Лучидіо зміг переграти Арнальдо і між братами виник конфлікт, який вдалося вирішити лише через два роки. За підсумками сезону 1941/42 команда Лучидіо зайняла останнє 16 місце в Серії А і вилетіла до Серії Б.
Незважаючи на виліт команди, молодий воротар привернув увагу «Ювентуса», в якому вже грав один з братів Сентіменті Вітторіо. Влітку 1942 року Лучідио також стає футболістом туринського клубу. У ньому він провів шість сезонів і зробив собі ім'я. У той час у «Юве» не було основного воротаря і футболісти стояли у воротах по черзі. Перший матч за «бьянконері» Лучидіо провів у Венеції в 1942 році і міцно завоював місце в складі «Старої Синьйори». Коли він зламав палець у сезоні 1945/1946, то два матчі грав в нападі і навіть забив гол. Всього за «Юве» Лусід Лучидіо провів 186 матчів в усіх турнірах.
Через спад Лусід був проданий в «Лаціо» в 1949 році, де зіграв 170 матчів за наступні п'ять років своєї кар'єри гравця. Граючи у складі «Лаціо» також здебільшого виходив на поле в основному складі команди.
У 1954 році Сентіменті перейшов в «Ланероссі». За червоно-білих Лусід грав до 1957 року, провівши за клуб 82 матчі.
Завершив професійну ігрову кар'єру у 1960 році після виступів у туринських клубах «Ченізія» (Торіно) та «Тальмоне Торіно».

## Виступи за збірну
Будучи гравцем «Ювентуса», 11 листопада 1945 року Лучидіо дебютував в офіційних матчах у складі національної збірної Італії в товариській грі проти збірної Швейцарії (4:4).
Одним з пам'ятних матчів стала його гра проти збірної Угорщини 11 травня 1947 року, що завершилася з рахунком 3:2 на користь італійців. Лучидіо був єдиним італійцем з команди, що не грав за «Торіно» в той час.
Усього за національну збірну він провів 9 матчів, пропустивши 21 гол, включаючи одну зустріч на чемпіонаті світу 1950 року у Бразилії проти збірної Швеції, де пропустив 3 голи, через що італійці поступились 2:3 і не змогли вийти з групи.

## Кар'єра тренера
Після завершення ігрової кар'єри Лучидіо був тренером молодіжних команд «Ченізії» (Торіно) і «Ювентуса», а у сезоні 1970/71 працював осистентом головного тренера «Ювентуса».
Помер 28 листопада 2014 року на 95-му році життя у місті Турин, будучи на той момент найстарішим з усіх живих гравців збірної Італії, а також найстаршим із живих володарів пам'ятної золотої зірки («Шлях до зірок») на новому «Ювентус Стедіум».
| Дата       | Місто     | Господарі | Результат | Гості     | Турнір                             | Голи | Примітки         |
| ---------- | --------- | --------- | --------- | --------- | ---------------------------------- | ---- | ---------------- |
| 11/11/1945 | Цюрих     | Швейцарія | 4 – 4     | Італія    | товариський матч                   | -4   |                  |
| 01/12/1946 | Мілан     | Італія    | 3 – 2     | Австрія   | товариський матч                   | -2   |                  |
| 27/04/1947 | Флоренція | Італія    | 5 – 2     | Швейцарія | товариський матч                   | -2   |                  |
| 11/05/1947 | Турин     | Італія    | 3 – 2     | Угорщина  | товариський матч                   | -2   |                  |
| 09/11/1947 | Відень    | Австрія   | 5 – 1     | Італія    | товариський матч                   | -3   | замінений на 45' |
| 05/03/1950 | Болонья   | Італія    | 3 – 1     | Бельгія   | товариський матч                   | -1   |                  |
| 02/04/1950 | Відень    | Австрія   | 1 – 0     | Італія    | Кубок Центральної Європи 1948—1953 | -1   |                  |
| 25/06/1950 | Сан-Паулу | Швеція    | 3 – 2     | Італія    | ЧС 1950 - 1-й етап                 | -3   |                  |
| 17/05/1953 | Рим       | Італія    | 0 – 3     | Угорщина  | Кубок Центральної Європи 1948—1953 | -3   |                  |
| Усього     |           | Матчів    | 9         |           | Голів                              | -21  |                  |